# Lood(II)carbonaat
Lood(II)carbonaat is de anorganische verbinding van lood, met als brutoformule PbCO3. De zuivere stof komt voor als een wit kristallijn poeder, dat vrijwel onoplosbaar is in water (het oplosbaarheidsproduct bedraagt 1,46 × 10−13). Het mineraal cerussiet is een natuurlijke vorm van lood(II)carbonaat.
Een basische verbinding van loodcarbonaat, 2PbCO3·Pb(OH)2 werd veel gebruikt als loodwit in de schilderkunst.

## Structuurformule
{\displaystyle \mathrm {\ \!\ {\Biggl [}} }  {\displaystyle \mathrm {\ \!\ {\Biggr ]}} }

## Synthese
Lood(II)carbonaat wordt op industriële schaal bereid door de reactie van lood(II)acetaat met ammoniumcarbonaat:
{\displaystyle \mathrm {Pb(CH_{3}COO)_{2}\ +\ (NH_{4})_{2}CO_{3}\ \longrightarrow \ PbCO_{3}\ +\ 2\ CH_{3}COONH_{4}} }
Een gelijkaardige methode betreft het oplossen van koolstofdioxide in een oplossing van lood(II)acetaat, waardoor het gevormde lood(II)carbonaat neerslaat.

## Basische loodcarbonaten
Naast lood(II)carbonaat zijn er een aantal basische lood(II)carbonaten en stoffen (doorgaans mineralen) waarin lood(II)carbonaat een prominente rol speelt. Naast andere stoffen gaat het dan om:
- Loodwit: een basisch lood(II)carbonaat, met als formule 2 PbCO3 · Pb(OH)2
- Grootfonteiniet: 2 PbCO3 · PbO[3]
- Shannoniet: PbCO3 · PbO
- Plumbonacriet: 3 PbCO3 · Pb(OH)2 · PbO[4]
- PbCO3 · 2 PbO
- NaPb2(OH)(CO3)2
- Leadhilliet: 2 PbCO3 · PbSO4 · Pb(OH)2